# Aotus vociferans
El mico nocturno gritón (Aotus vociferans) es una especie de primate platirrino del género Aotus que habita en Brasil, Colombia, Ecuador y Perú.